# Petar Petrovic
Petar Petrovic (* 15. September 1995 in Malmö) ist ein schwedisch-serbischer Fußballspieler.

## Karriere

### Verein
Petar Petrovic, der serbische Wurzeln hat, wurde in Malmö geboren, begann mit dem Fußball allerdings im Alter von sechs Jahren bei Arlövs BI aus Arlöv, einer Siedlung mit 10.000 Einwohnern, die an Malmö angrenzt. Im Jahr 2010 wechselte er in die Jugend von Malmö FF. 2012 gewann Petrovic sowohl mit der U17 als auch mit der U19 der Malmöer die schwedische Meisterschaft. Zum Gewinn der U17-Meisterschaft trug er mit zwei Toren beim 3:2-Finalsieg gegen IF Elfsborg bei. Am 30. November 2012 erhielt Petar Petrovic einen Vertrag für die Profimannschaft und gab am 20. Juni 2013 im Alter von 17 Jahren sein Debüt als Profi (außerhalb von Freundschaftsspielen) in der Allsvenskan, als er beim 3:2-Auswärtssieg gegen Syrianska FC eingesetzt wurde. Malmö FF wurde zum Ende der Saison schwedischer Meister, wobei er unter Trainer Rikard Norling selber lediglich drei Saisoneinsätze absolvierte. Die Situation änderte sich auch in der Hinrunde der Folgesaison unter Norlings Nachfolger Åge Hareide nicht, woraufhin Petrovic an den serbischen Erstligisten Radnički Niš verliehen wurde. Auch hier konnte er sich keinen Stammplatz erarbeiten, woraufhin der Leihvertrag aufgelöst wurde und Malmö FF ihn an innerhalb Schwedens an den Zweitligisten IFK Värnamo verlieh. Hier war die sportliche Situation von Petar Petrovic besser, wobei er zumeist eingewechselt wurde. Zur Saison 2016 verließ er Malmö FF endgültig und schloss sich Värnamos Ligakonkurrenten Ängelholms FF an, wo ihm der Durchbruch gelang, als er sich in der Stammelf festsetzte. In 29 Punktspieleinsätzen stand Petrovic 22 Mal in der Startaufstellung und schoss ein Tor, wobei er zumeist als linker Mittelfeldspieler eingesetzt wurde. Eine Saison später kehrte er zu IFK Värnamo zurück und auch hier war er jetzt Stammspieler. Daraufhin wechselte Petar Petrovic für die Saison 2018 zum Erstligisten IF Brommapojkarna, dabei blieb er erneut in der höchsten schwedischen Spielklasse glücklos, denn in 13 Einsätzen stand er lediglich fünfmal in der Startelf. Zudem musste sein Verein der Relegation antreten, wo IF Brommapojkarna aufgrund der Auswärtstorregel gegen den AFC Eskilstuna scheiterte und somit aus der Allsvenskan abstieg. Es folgte eine Rückkehr nach Serbien zu Petrovics ehemaligen Verein Radnički Niš, wo er erneut nicht glücklich wurde. Ab Sommer 2019 spielte er beim schwedischen Zweitligisten Västerås SK, wo er zunächst Stammspieler wurde, gegen Ende der Saison allerdings seinen Stammplatz verlor. Zur neuen Saison wechselte Petar Petrovic innerhalb der zweiten Liga zu Östers IF, wo er überwiegend Stammspieler war und mit denen er den vierten Platz in der schwedischen Zweitklassigkeit belegte. Von Januar 2021 bis Januar 2023 lief er 25-mal für Trelleborgs FF auf. Im Januar 2023 zog es ihn in die USA. Hier schloss er sich El Paso Locomotive aus El Paso im Bundesstaat Texas an. Nach 31 Ligaspielen kehrte er im August 2024 zu seinem ehemaligen Verein Östers IF. Im Januar 2024 ging er nach Asien. Hier schloss er sich in Thailand dem Bangkoker Zweitligisten Bangkok FC an. Hier bestritt er neun Ligaspiele. Im Sommer 2025 kehrte er nach Europa zurück. Hier nahm ih sein ehemaliger Verein FK Radnički Niš unter Vertrag.

### Nationalmannschaft
Petar Petrovic absolvierte im Jahr 2012 drei Einsätze für die schwedische U17-Nationalmannschaft sowie im Jahr 2013 zwei Partien für die U18 der Schweden. 2014 lief er in ebensovielen Spielen für die U19-Nationalmannschaft Schwedens auf.